# Domenico Panetti

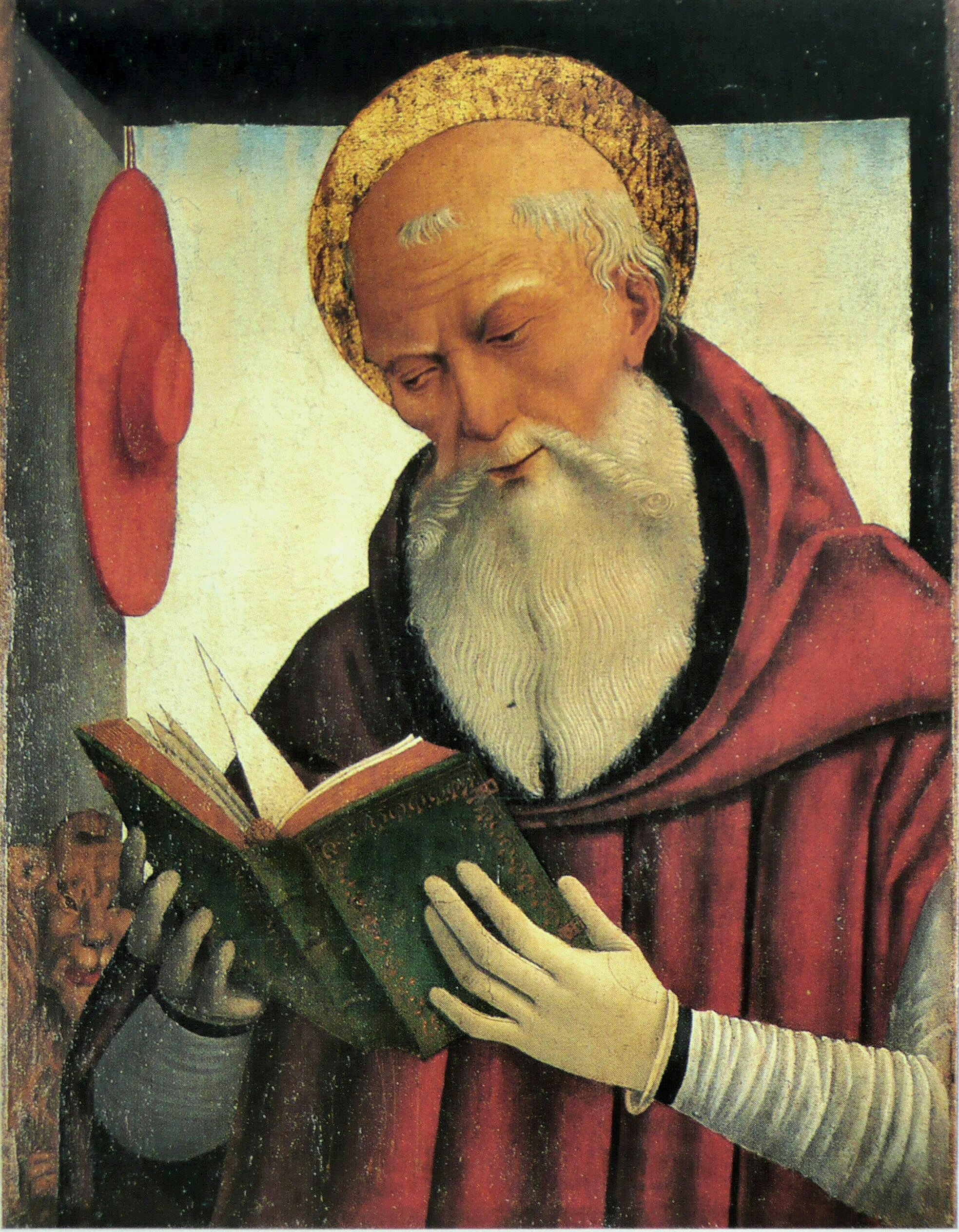
Hl. Hieronymus, Museum Jacquemart-André

Domenico Panetti (* 1460; † 1530) war ein italienischer Maler der Renaissance, der vor allem in Ferrara tätig war. Unter seinen Schülern war Benvenuto Tisi Garofalo.

## Werke
- Mystische Ehe der Hl. Katharina, mit den Heiligen Dominikus, Johannes, Paulus
- Der Hl. Nikolaus von Tolentino, Fond. Carife, Ferrara
- Madonna mit Kind und den Heiligen Antonius, Hieronymus, Vitus und Petrus Martyr, Fond. Carife, Ferrara
- Porträt einer Frau, Eremitage, St. Petersburg